# Synnomos firmamentaria
Synnomos firmamentaria là một loài bướm đêm trong họ Geometridae.